# João Gomes Júnior
João Luiz Gomes Júnior (Vitória, 21 de janeiro de 1986) é um nadador brasileiro. Especialista no nado peito, é um dos melhores do mundo na atualidade, tendo duas medalhas em mundiais na prova dos 50 metros peito (uma prata e um bronze). Já na prova dos 100 m peito, foi finalista olímpico em 2016, e campeão nos Jogos Pan-Americanos de 2019.

## Trajetória esportiva

### 2009–12
Integrou a delegação nacional que participou do Campeonato Mundial de Desportos Aquáticos de 2009 em Roma, onde competiu na prova de 50 e 100 metros peito. Foi à final dos 50 metros peito, terminando em sétimo lugar. e ficou em 30º nos 100 metros peito.
João foi medalha de ouro no Aberto de Paris de 2009, também nos 50 metros peito.
Nos Jogos Sul-Americanos de 2010 em Medellín, obteve a medalha de prata nos 50 metros peito, e a medalha de bronze nos 100 metros peito.
No Campeonato Pan-Pacífico de Natação de 2010 em Irvine, nos Estados Unidos, terminou em sétimo lugar nos 50 metros peito e 13º nos 100 metros peito.
No Campeonato Mundial de Natação em Piscina Curta de 2010 em Dubai, João ficou em 11º nos 50 metros peito.
Participou da Universíada de 2011, e foi medalha de prata nos 50 metros peito, e bronze nos 100 metros peito.
No Campeonato Mundial de Natação em Piscina Curta de 2012 em Istambul, na Turquia, João ficou muito perto de obter uma histórica medalha; terminou em quarto lugar nos 50 metros peito, e 11º nos 100 metros peito além de ajudar o revezamento 4x100 metros medley a ir para a final, terminando em quarto lugar.

### 2013–16
No Campeonato Mundial de Esportes Aquáticos de 2013 em Barcelona, terminou em quinto lugar na final dos 50 metros peito, e em 14º nos 100 metros peito.
No Campeonato Pan-Pacífico de Natação de 2014 em Gold Coast, na Austrália, terminou emdécimo lugar nos 100 metros peito.
No Campeonato Mundial de Natação em Piscina Curta de 2014 em Doha, no Qatar, João conquistou três medalhas de ouro em três revezamentos brasileiros, ao participar das eliminatórias das provas: revezamento 4x50 metros medley masculino, 4x100 metros medley masculino e no 4x50 metros medley misto. Ele também terminou emoitavo lugar na final dos 50 metros peito  e em 23º nos 100 metros peito.
No Troféu Maria Lenk, em abril de 2016, se classificou para a prova dos 100 metros peito dos Jogos Olímpicos de Verão de 2016 do Rio de Janeiro, ao obter o tempo de 59s06 nas eliminatórias, segunda melhor marca do mundo no ano, quase batendo o recorde sul-americano de 59s03 de Henrique Barbosa, obtido em 2009 com super trajes tecnológicos. 

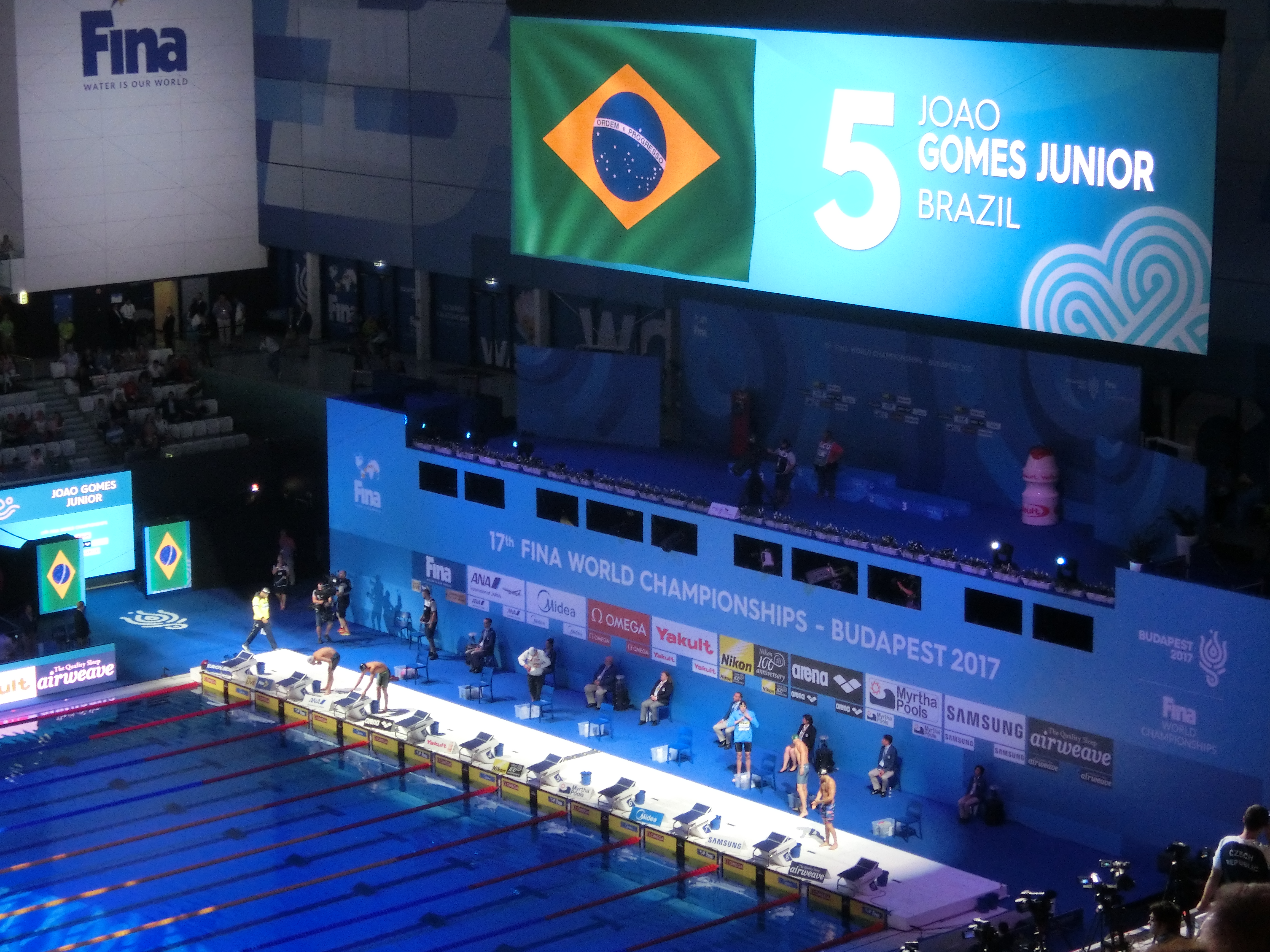
João Gomes na semifinal dos 50m peito no Mundial de Budapeste 2017, prova onde conquistou a medalha de prata

### Jogos Olímpicos de 2016
Representou o Brasil nos Jogos Olímpicos de Verão de 2016 no Rio de Janeiro; nadou os 100 metros peito com 59s31, chegando em quinto lugar na final. Ele também terminou em 6º no revezamento 4 × 100 m medley do Brasil.

### 2017–20
No Campeonato Mundial de 2017, em Budapeste, nos 50 metros peito, ele quebrou duas vezes o recorde nas Américas, com 26s67 nas eliminatórias e 26s52 na final, obtendo a medalha de prata. Ele também terminou em 11º nos 100 metros peito, e 5º no revezamento 4 × 100 metros medley, junto com Henrique Martins, Guilherme Guido e Marcelo Chierighini.
No Campeonato Pan-Pacífico de Natação de 2018 no Japão, ele ganhou uma medalha de bronze nos 100 metros peito, com um tempo de 59s60.

No Campeonato Mundial de Natação em Piscina Curta de 2018, em Hangzhou, China, ele terminou em sexto lugar nos 50m peito, e 11º nos 100m peito. 
No Troféu Maria Lenk de 2019, ele quebrou o recorde das Américas nos 50 metros peito, com um tempo de 26s42.
No Campeonato Mundial de Esportes Aquáticos de 2019, em Gwangju, na Coréia do Sul, ele conquistou a medalha de bronze nos 50 metros peito. Foi a primeira vez que o Brasil conseguiu duas medalhas na mesma prova, em um Campeonato Mundial: Felipe Lima ficou com a prata. No 4x100 m medley, ele terminou em 6º, ajudando o Brasil a se classificar para as Olimpíadas de Tóquio em 2020. Ele também terminou em 11º nos 100m peito. 
Nos Jogos Pan-Americanos de 2019, realizados em Lima, Peru, João Gomes Jr. estréia nos Jogos Pan-Americanos tardiamente, mas de forma eficiente, ganhando o ouro nos 100m peito, derrotando a medalhista olímpico Cody Miller e o vice-campeão mundial de 2017, Kevin Cordes, com um tempo de 59s51. Ele também ganhou uma medalha de ouro no revezamento 4 × 100 metros medley misto, e uma medalha de prata no revezamento 4 × 100 metros medley.

### 2021–24
No Campeonato Mundial de Natação em Piscina Curta de 2021 em Abu Dhabi, Emirados Árabes Unidos, nos 50 m peito, próximo aos 36 anos de idade, ele conquistou a medalha de bronze, com o tempo de 25s80. Ele também terminou em 4º no revezamento 4 × 50 metros medley masculino.
No Campeonato Mundial de Esportes Aquáticos de 2022 realizado em Budapeste, Hungria, ele se classificou em 3º lugar nas eliminatórias, mas foi desclassificado nas semifinais dos 50 metros peito. Ele também terminou em 9º no revezamento 4 × 100 m medley misto, junto com Guilherme Basseto, Giovanna Diamante e Stephanie Balduccini  e 10º no revezamento 4 × 100 m medley masculino, juntamente com Guilherme Basseto, Matheus Gonche e Luiz Gustavo Borges.